# Eupithecia pantellata
Eupithecia pantellata là một loài bướm đêm trong họ Geometridae.